# Note-book-u.-
note-book-u.- è il terzo EP della cantante giapponese Chanmina, pubblicato nel 2020 in simultanea a note-book-Me.-, nati insieme come progetti gemelli che mostrano due volti differenti della cantante.

## Promozioni
Questo album fu anticipato dall'unico singolo Picky, rilasciato qualche giorno prima e successivamente inserito nel terzo album in studio Harenchi, pubblicato nel 2021.

## Tracce
1. In the Flames
2. KING
3. Picky
4. Baby

## Classifiche
| Classifica (2020) | Posizione massima |
| ----------------- | ----------------- |
| Giappone          | 40                |